# Nasofarynx
De nasofarynx is het bovenste gedeelte van de farynx. Het is het deel dat zich boven en achter het zachte verhemelte bevindt, op dezelfde hoogte als en meteen volgend op de neusholte.
Aan de onderkant gaat de nasofarynx over in de orofarynx. Tijdens het slikken worden deze twee gebieden door de huig van elkaar afgesloten, zodat er geen voedsel of drank in de nasofarynx kan belanden. 
Lucht die via de neus wordt ingeademd, passeert op zijn weg richting de luchtpijp eerst de nasofarynx. 
In de nasofarynx kan zich kanker ontwikkelen (nasofarynxcarcinoom), maar dit is zeer zeldzaam.
De nasofarynx wordt verbonden met het middenoor door de Buis van Eustachius